# Aert van Nesstraat (Rotterdam)
De Aert van Nesstraat is een straat in het centrum van Rotterdam, en loopt van de Mauritsweg hoek Schouwburgplein naar de Coolsingel. 

## Historie
De straat werd in het kader van de 19e-eeuwse stadsuitbreiding aangelegd in het verlengde van de Meent, die voorheen ten einde liep op de oostelijke oever van de Coolvest. De straat werd in 1873 vernoemd naar de Nederlandse zeeheld en vlootvoogd Aert Jansse van Nes.
Van 1886 tot 1940 stond hier de Groote Schouwburg. Tussen 1945 en 1947 werd een nieuwe Rotterdamse Schouwburg gebouwd met 1,7 miljoen afgebikte stenen van gebombardeerde gebouwen. Dit gebouw is in 1988 vervangen door een nieuwe Schouwburg.
Fotogalerij

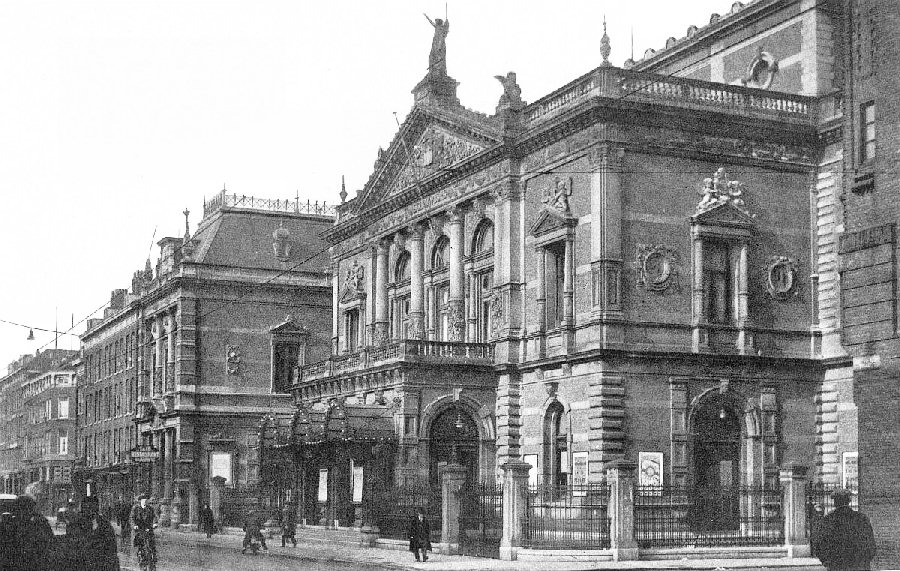
Rotterdamse Schouwburg in de Aert van Nesstraat, foto uit 1930
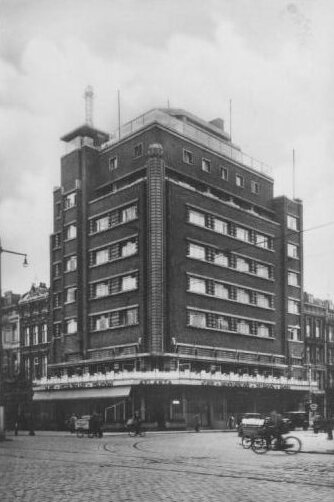
Hotel Atlanta op hoek met Coolsingel rond 1937
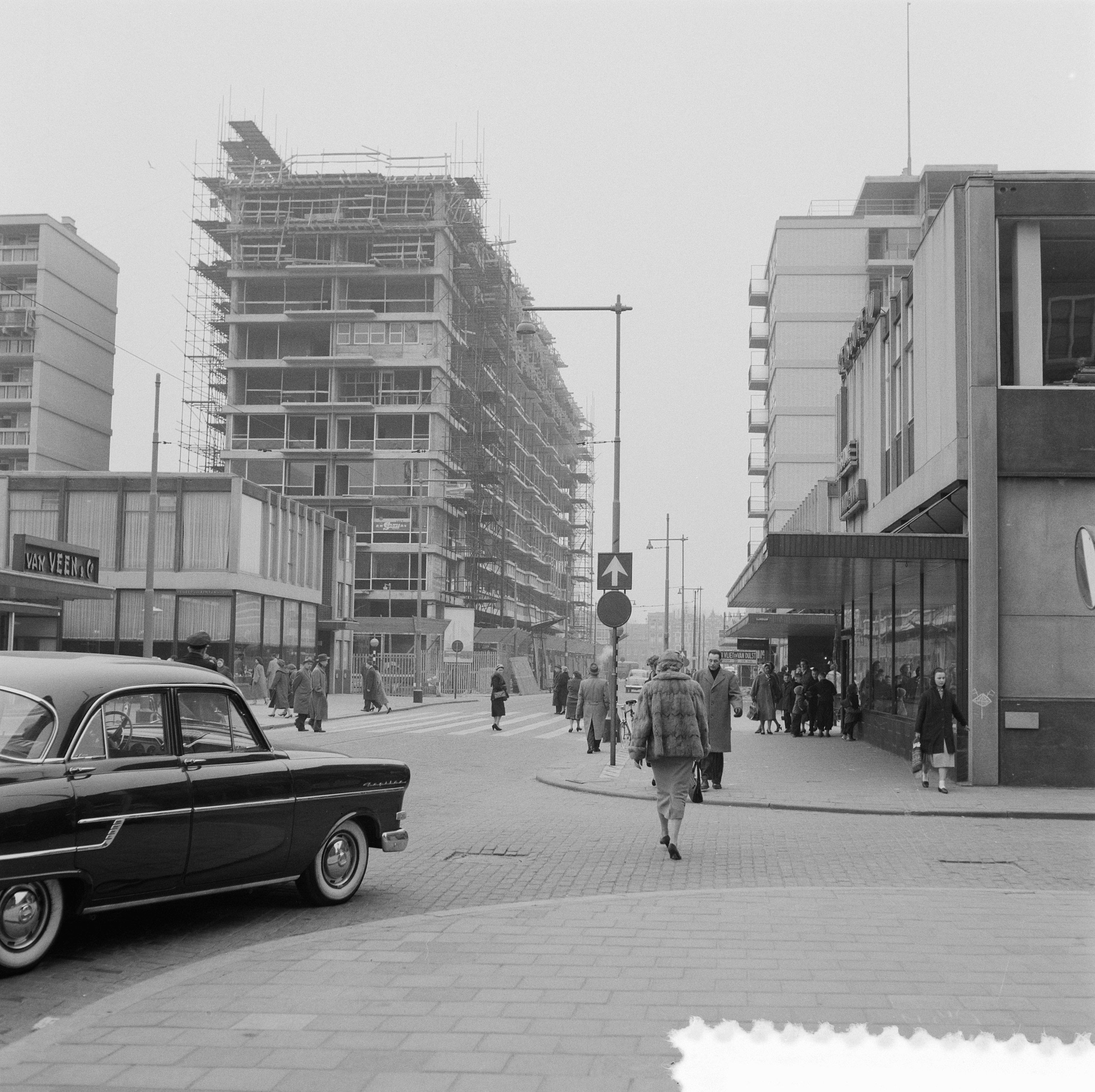
Aert van Nesstraat vanaf Lijnbaan in 1957
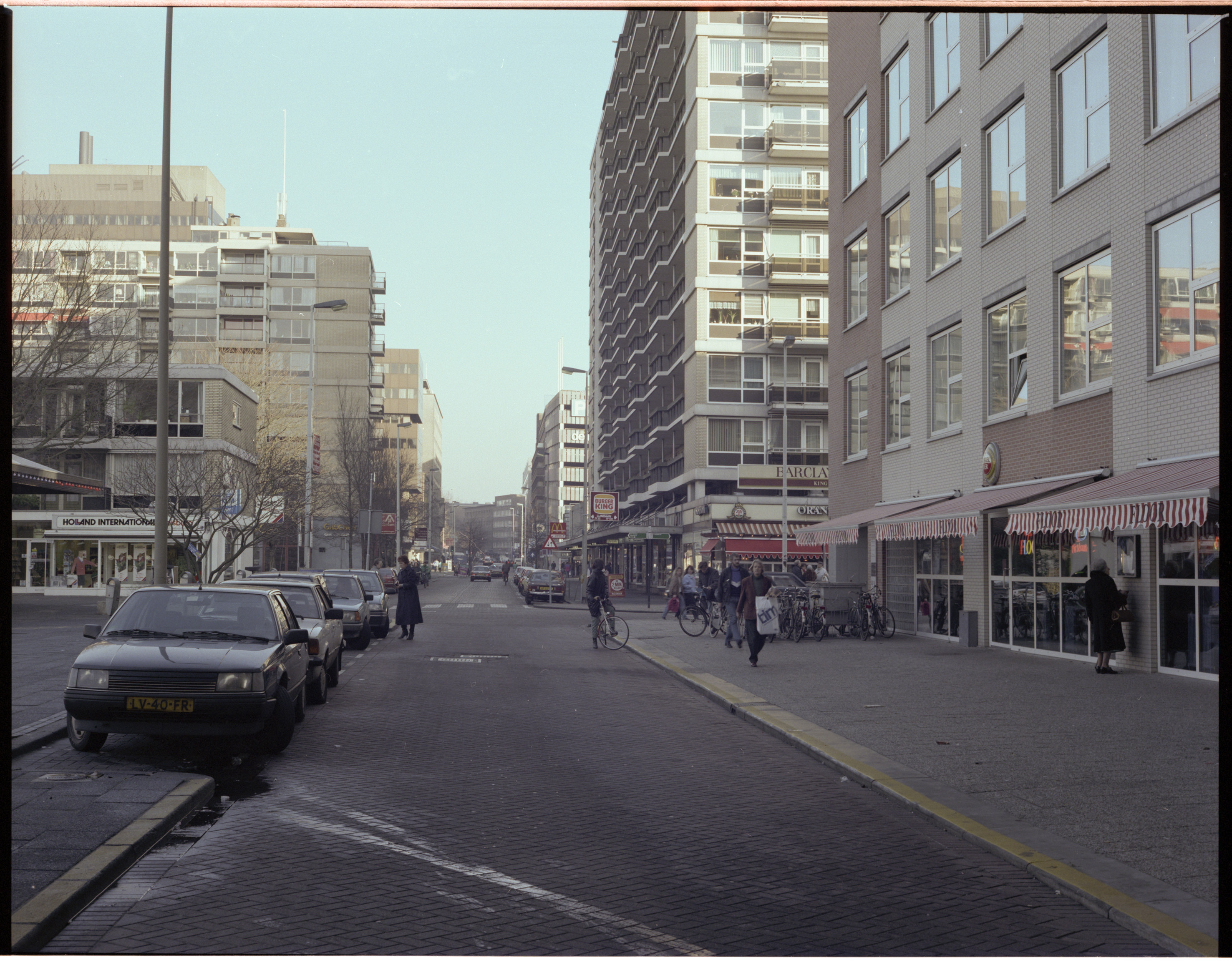
Aert van Nesstraat vanaf Schouwburgplein in 1988
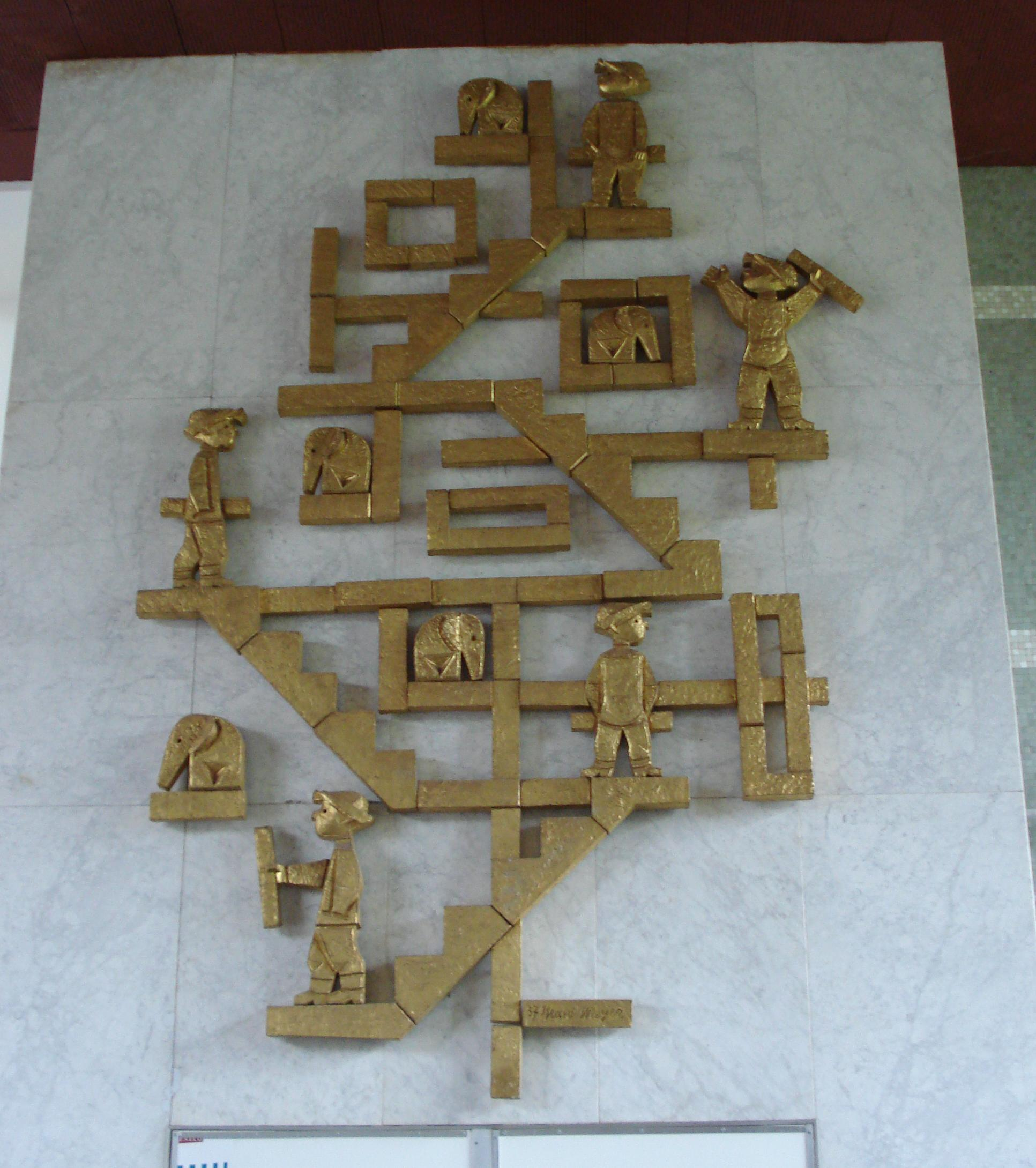
Kunstwerk "Flat" van Mans Meijer in hal van de flat Aert van Nesstraat / van Ghentstraat.

Aan het uiteinde van de Aert van Nesstraat, op de kruising met de Coolsingel, staat links het pand van MeesPierson (de vroegere Bank Mees & Hope), in welk pand eerst de Bank voor Handel en Scheepvaart was gevestigd, met aan de overkant het NH Atlanta Hotel Rotterdam. Rechts van het hotel bevindt zich de acht verdiepingen tellende garage Bijenkorf parking. Er zijn reële plannen om de parking te slopen en parkeerplaatsen ondergronds aan te leggen.
Op de plaats waar nu de parkeergarage staat, stond voor de Tweede Wereldoorlog een wooncomplex, waar in 1916 de latere schilder Willem de Kooning (1904 - 1997) als 12-jarige woonde. De Willem de Kooning Academie aan de Blaak is naar hem vernoemd.

## Varia
In de jaren 1930 werd een volksgebruik van de Aert van Nesstraat beschreven dat bestond uit het bakken van eieren op het asfalt van de straat. Dit geschiedde enkel tijdens zeer hete zomerdagen als het asfalt langdurig door de zon werd beschenen.
Admiraal de Ruyterweg ·
Admiraliteitskade ·
Aert van Nesstraat ·
Baan ·
Batavierenstraat ·
Beukelsdijk ·
Beursplein ·
Beurstraverse ·
Binnenweg ·
Binnenwegplein ·
Binnenrotte ·
Blaak ·
Boezemweg ·
Boompjes ·
Bosland ·
Botersloot ·
Burgemeester van Walsumweg ·
Churchillplein ·
Coolsingel ·
Coolvest ·
Eendrachtsplein ·
Eendrachtsweg ·
Geldersekade ·
Goudsesingel ·
's-Gravendijkwal ·
Haagseveer ·
Henegouwerlaan ·
Hofdijk ·
Hofplein ·
Hoogstraat ·
Jonker Fransstraat ·
Karel Doormanstraat ·
Kipstraat ·
Kolk ·
Koningin Emmaplein ·
Korte Hoogstraat ·
Kruiskade ·
Kruisplein ·
Leuvehoofd ·
Lijnbaan ·
Lombardkade ·
Maasboulevard ·
Mariniersweg ·
Mathenesserlaan ·
Mauritsweg ·
Meent ·
Museumpark ·
Oostmolenwerf ·
Oostplein ·
Oude Binnenweg ·
Parkkade ·
Parklaan ·
Pim Fortuynplaats ·
Plein 1940 ·
Pompenburg ·
Rochussenstraat ·
Saftlevenstraat ·
Schiedamsedijk ·
Schiedamse Vest ·
Schouwburgplein ·
Spaansekade ·
Stadhuisplein ·
Stationsplein ·
Stroveer ·
Van Oldenbarneveltstraat ·
Vasteland ·
Veerkade ·
Weena ·
Westblaak ·
Westerkade ·
West-Kruiskade ·
Westersingel ·
Westplein ·
Willemskade ·
Willemsplein ·
Witte de Withstraat